# Verwaltungsgemeinschaft Ursensollen
Die Verwaltungsgemeinschaft Ursensollen im Oberpfälzer Landkreis Amberg-Sulzbach wurde im Zuge der Gemeindegebietsreform am 1. Mai 1978 gegründet und zum 1. Januar 2002 wieder aufgelöst.
Ihr gehörten die Gemeinden Ursensollen und Ammerthal an, die seither Einheitsgemeinden mit eigener Verwaltung sind.
Sitz der Verwaltungsgemeinschaft war Ursensollen.